# 竹山镇 (重庆市)
竹山镇，是中华人民共和国重庆市梁平区下辖的一个乡镇级行政单位。

## 行政区划
竹山镇下辖以下地区：
竹丰村、猎神村、大塘村、安丰村、正直村、邵沟村和正和村。